# Chisosa
Genre
Chisosa est un genre d'araignées aranéomorphes de la famille des Pholcidae.

## Distribution
Les espèces de ce genre se rencontrent aux États-Unis, au Mexique, aux Antilles et au Venezuela.

## Liste des espèces
Selon World Spider Catalog (version 25.0, 31/03/2024) :
- Chisosa baja (Gertsch, 1982)
- Chisosa calapa Huber, Meng & Valdez-Mondragón, 2024
- Chisosa caquetio Huber, 2019
- Chisosa diluta (Gertsch & Mulaik, 1940)

## Systématique et taxinomie
Ce genre a été décrit par Huber en 2000 dans les Pholcidae.

## Publication originale
- Huber, 2000 : « New World pholcid spiders (Araneae: Pholcidae): A revision at generic level. » Bulletin of the American Museum of Natural History, no 254, p. 1-348 (texte intégral).